# Friedrich Pfeiffer (Mathematiker)
Friedrich Georg Pfeiffer (* 2. Mai 1883 in Augsburg; † 21. Dezember 1961 in Stuttgart) war ein deutscher angewandter Mathematiker.

## Leben
Nach dem Abitur an der Industrie Schule Augsburg 1901 studierte Pfeiffer ab 1902 an der TH München und auch an der Universität Göttingen. 1905 legte er seine Lehramtsprüfung in München ab und wurde Assistent am Mathematischen Institut der TH München. 1907 wurde er dort promoviert und ging 1908 ans Institut für Angewandte Mathematik in Göttingen und 1910 an die TH Danzig, wo er sich im selben Jahr habilitierte. 1911 wurde er Privatdozent an der Friedrichs-Universität Halle. Am Ersten Weltkrieg nahm er als Kriegsfreiwilliger teil. 1916 wurde er außerordentlicher und 1922 ordentlicher Professor an der Universität Heidelberg (einen Ruf an die RWTH Aachen hatte er 1921 abgelehnt). Ab 1922 war er bis zu seiner Emeritierung 1951 o. Professor an der TH Stuttgart.
Er befasste sich mit numerischer Mathematik und mathematischen Problemen der Mechanik.
Er war seit 1925 Mitglied der Deutschen Akademie der Naturforscher Leopoldina.
Er war seit 1921 mit Frieda Clara geb. Brauer verheiratet, Tochter des Professors für Maschinenbau in Karlsruhe Ernst Adolf Brauer.